# Монастырь Ахберк
Монастырь А́хберк или монастырь Ахберква́нк (арм. Աղբերքվանք), а также Вандирва́нк (арм. Վանդիրվանք) — один из трёх монастырей (наряду с Матнаванком и монастырём Святых Апостолов) Армянской апостольской церкви в 11 км от города Муша, в ущелье реги Меграгет, окружённом с трёх сторон горами Армянского Тавра, чуть выше густых лесов и гор Сасуна.

## История
В V-VI веках там заседал Совет епископов. В IX веке монастырь был реставрирован. Мощные крепостные стены, окружавшие его, нередко служили убежищем для сасунцев.
В Ахберкванке, в трудах и молитвах провел последние годы жизни крупный армянский философ, учёный, военачальник Григор Магистрос. На территории комплекса находились могилы многих знатных князей Сасуна. В 1741 году Аладдин-бей разграбил монастырь Ахберк, а книги и рукописи сжег. До Геноцида армян 1915 года монастырь являлся местом паломничества христиан из разных стран.
По преданию, бутылку с Благородной Кровью Христа, истекшей из Его межреберья, собранную Иосифом Аримафейским, снявшим Господа с Креста, апостол Фаддей поместил в церкви Ахберк или Вандирванк (Вардан в своей географии упоминает его под названием Агберек).

## Архитектурный ансамбль
Монастырь Ахберкванк состоял из нескольких храмов:
— Спасителя;
— Святой Богородицы;
— Иоанна Крестителя и др.